# Kajakarstwo na Letnich Igrzyskach Olimpijskich 1984 – K-4 500 m kobiet
Zawody kajakarskie w konkurencji K-4 kobiet na dystansie 500 metrów rozegrane w ramach Igrzysk Olimpijskich 1984 w Los Angeles na jeziorze Casitas w hrastwie Ventura w dniu 11 sierpnia. W zawodach wzięło udział 28 zawodniczek z 7 krajów. Były to pierwsze w historii igrzysk olimpijskich zawody w konkurencji K-4 kobiet na dystansie 500 metrów.
Złoty medal wywalczyła rumuńska osada w składzie Agafia Constantin, Nastasia Ionescu, Tecla Marinescu i Maria Ștefan, osiągając w finale czas 1:38,34. Srebrny medal zdobyła osada szwedzka, a brąz osada kanadyjska.

## Terminarz
| Data             | Runda |
| ---------------- | ----- |
| 11 sierpnia 1984 | Finał |

## Wyniki

### Finał
| Pozycja | Zawodniczka                                                     | Państwo           | Czas    | Uwagi |
| ------- | --------------------------------------------------------------- | ----------------- | ------- | ----- |
| 01 !    | Agafia Constantin Nastasia Ionescu Tecla Marinescu Maria Ștefan | Rumunia           | 1:38,34 |       |
| 02 !    | Agneta Andersson Anna Olsson Eva Karlsson Susanne Wiberg        | Szwecja           | 1:38,87 |       |
| 03 !    | Alexandra Barré Lucie Guay Susan Holloway Barbara Olmsted       | Kanada            | 1:39,40 |       |
| 4.      | Sheila Conover Shirley Dery Leslie Klein Ann Turner             | Stany Zjednoczone | 1:40,49 |       |
| 5.      | Josefa Idem Regina Schmidt Barbara Schüttpelz Judith Skolnik    | RFN               | 1:42,68 |       |
| 6.      | Wenche Lægraid Kari Ofstad Ingeborg Rasmussen Anne Wahl         | Norwegia          | 1:42,97 |       |
| 7.      | Janine Lawler Lucy Perrett Lesley Smither Deborah Watson        | Wielka Brytania   | 1:46,30 |       |